# Garfield Park Conservatory
Garfield Park es un parque de 0,74 km² (184 acres) de extensión que se localiza en el barrio de Chicago de East Garfield Park situado en el flanco occidental de la ciudad. Fue diseñado como una zona de esparcimiento por William LeBaron Jenney y es el más antiguo de los tres grandes parques originales del Chicago West Side, el (Humboldt Park, Garfield, y el Douglas Park).
Alberga el Garfield Park Conservatory (Invernadero de Garfield Park), uno de los mayores y más impresionantes invernaderos en Estados Unidos. A menudo se lo refiere como "arte paisajista bajo vidrio", el Garfield Park Conservatory ocupa aproximadamente 4.5 acres (18,000 m²) dentro y por fuera,  contiene una serie de exposiciones permanentes que incorporan muestras de plantas de todo el mundo (incluyendo algunos helechos que tienen más de 300 años de antigüedad). Además, miles de plantas se cultivan allí cada año para reposición en los parques de Chicago y espacios públicos.
El código de identificación del Garfield Park Conservatory como miembro del "Botanic Gardens Conservation International" (BGCI), así como las siglas de su herbario es GARPC.

## Historia del Parque
La primera parte del Garfield Park con una extensión de 40 acres (160,000 m²) se abrió oficialmente al público en agosto de 1874. Originalmente conocido como Central Park, fue concebido como la pieza central del "West Park System" sistema de West Park.
Los "conservatorios" eran originalmente los establecimientos de beneficencia vinculados a hospitales u otras instituciones caritativas o religiosas. Estos proporcionaban plantas y organismos para uso medicinal y de investigación. Los habitantes de la ciudad en el siglo XIX, preocupados por los efectos negativos de la industrialización creciente, quedaron fascinados con la horticultura. En Chicago se organizaron en 1869 tres comisiones de parques y, para 1895, Chicago tenía cinco conservatorios-invernaderos.
Jenney, ahora más conocido como el padre de los rascacielos, estaba influenciado por los parques y bulevares franceses que había visto y estudiado mientras vivía en París. Esa influencia se refleja en su diseño de estos parques Westside y los bulevares de conexión. El parque fue rebautizado en 1881 en honor del asesinado presidente de los Estados Unidos James A. Garfield.
En 1905, Jens Jensen, ahora conocido como el decano de la arquitectura del paisaje en estilo Pradera, fue nombrado superintendente del Sistema de West Park, donde experimentó con ideas de diseño y mejoras en el deteriorado y las secciones inacabadas de Garfield Park. Algunas de las áreas más notables se encuentran en los jardines existentes, que se convirtió en el escenario de desarrollo del estilo "Prairie" de arquitectura del paisaje. Su trabajo más notable en Garfield Park se puede ver en el sur de jardín formal de lechos de flores de Madison Street donde combinó elementos de estilo "Prairie" con los tradicionales elementos formales y en el Conservatorio.

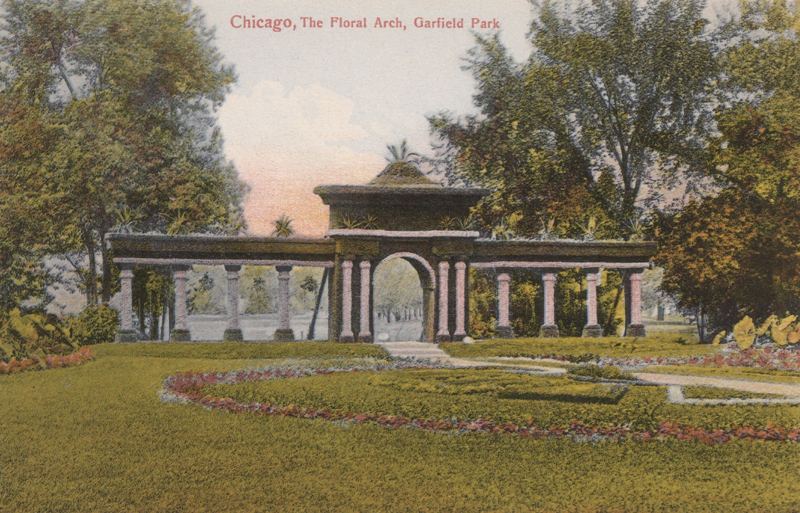
"The Floral Arch", a inicios de la década de 1900.

Garfield Park fue pensado inicialmente para ser utilizado para el ocio pasivo, como pasear y hacer pícnic. La experiencia como ingeniero de Jensen lo llevó a diseñar una laguna grande como un medio de drenaje de los terrenos del parque así como la creación de las instalaciones del agua requeridas. La laguna fue utilizada para la navegación en verano y patinaje sobre hielo en invierno.
El enfoque "gardenesque" de Jensen a sus parques está considerado como uno de los primeros intentos significativos al arte del paisaje en Chicago. A lo largo de su historia, Garfield Park ha respondido con éxito a las cambiantes demandas depositadas en un espacio urbano abierto muy utilizado.
Durante la década de 1920, fue incorporada una estructura importante en Garfield Park: un gran edificio con cúpula dorada sede de la administración de la Comisión West Park diseñado por  Michaelsen y Rognstad.

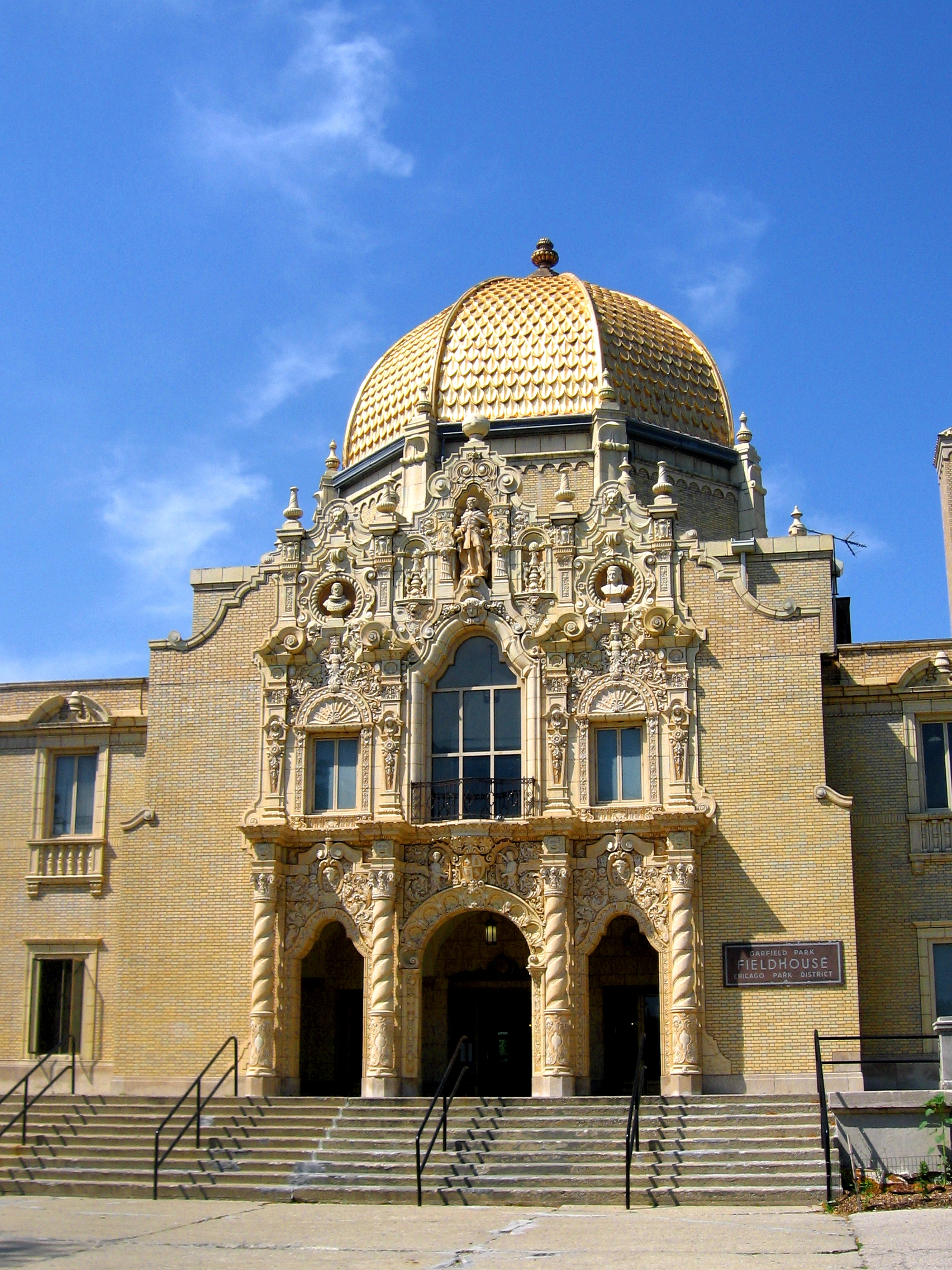
El "Golden Dome Fieldhouse" de Garfield Park.

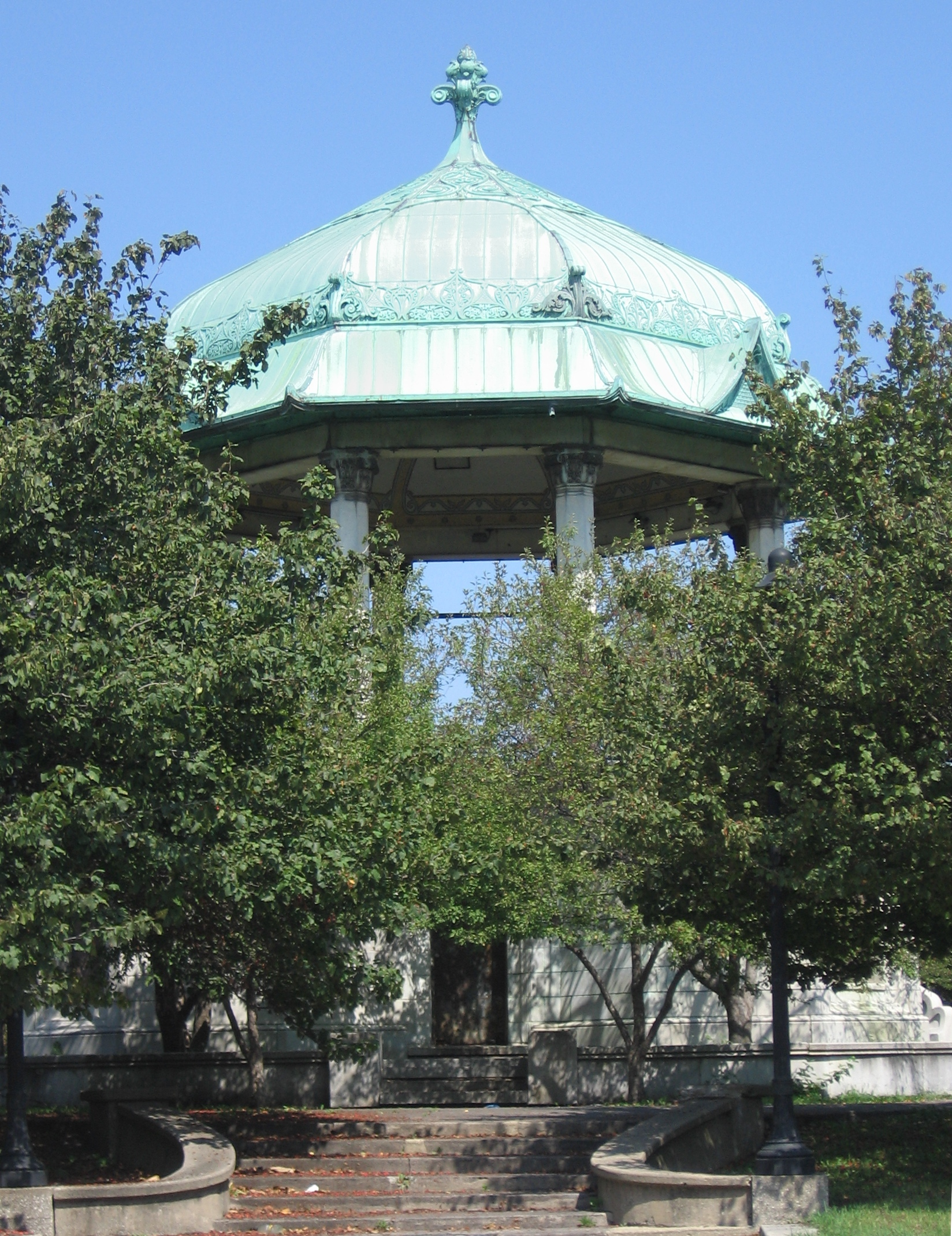
Quiosco de la música del Garfield Park.

Tras la consolidación de 1934 de las distintas comisiones de parques de Chicago en el Chicago Park District, la "Cúpula Dorada" se convirtió en oficinas del parque y el centro de los programas y actividades recreativas.
A pesar de los añadidos y las modificaciones tanto en el paisaje como en los edificios en Garfield Park, se mantienen las características esenciales tales como carreteras y caminos históricos, edificios, estructuras, formas de relieve, juegos de agua, y algunos materiales vegetales que existen todavía. Garfield Park se mantiene como uno de los mejores ejemplos de los esfuerzos de arquitectura paisajista en Chicago realizados por William LeBaron Jenney, y es un rico tapiz de las contribuciones de varios diseñadores importantes a nivel nacional, arquitectos y artistas.
Entre las características históricas de Garfield Park incluye a sus paisajes y lugares educativos (jardines de flores, recintos de agua, puentes, lagunas y el Conservatorio), estructuras  arquitectónicas notables (el "Golden Dome fieldhouse"), el quiosco de la música (o "mirador", como se le conoce localmente), diseñado en 1896 por J. L. Silsbee, y la construcción de golf refugio, atribuible al arquitecto de la escuela de la pradera Hugh Gardner y construido en 1907. Hay también una serie de esculturas y estatuas históricas dentro del parque.
Entre las instalaciones de ocio se encuentran campos de béisbol y fútbol, canchas de tenis y baloncesto, piscina, juegos infantiles y una pista de patinaje sobre hielo. La Cúpula Dorada alberga un gimnasio de tamaño olímpico, centros de gimnasia y fitness, ring de boxeo, y el teatro. Los contribuyentes al sostenimiento de las instalaciones del parque pueden participar en todas las programaciones existentes tanto a partir de la tercera edad como para preescolares, incluyendo pícnic, conciertos al aire libre y festivales de la comunidad. 
El Conservatorio es fácilmente accesible por transporte público a través de "Conservatory-Central Park Drive" (CTA) en la "Green Line (Chicago Transit Authority) (Línea Verde), y por el tren elevado de Chicago 'L'.

## Historia delinvernadero
A finales del siglo XIX, cada uno de los tres grandes parques de Westside tenía su propio pequeño jardín de invierno y los invernaderos de propagación. Después de 20 años de uso, estos conservatorios cayeron en un estado de deterioro y se convirtieron en estructuras obsoletas.
En 1905, el superintendente general y arquitecto del paisaje jefe de la "West Park Commission" de chicago, Jens Jensen, ordenó demoler los tres invernaderos más pequeños de los parques Humboldt, Douglas y Garfield para crear lo que pretendía ser "el mayor invernadero de propiedad pública bajo un mismo techo en el mundo" en Garfield Park. Muchas de las plantaciones originales procedían de los tres conservatorios más pequeños del Westside.
Construido entre 1906 y 1907, el "Garfield Park Conservatory" fue diseñado por Jensen en colaboración con los arquitectos de la "Prairie School" (escuela de la pradera) Schmidt, Garden y Martin conjuntamente con la empresa de ingeniería de Nueva York "Hitchings and Company". Esto representaba una colaboración única entre los arquitectos, ingenieros, arquitectos paisajistas, escultores y artesanos.
Jensen concibió el invernadero como una serie de paisajes naturalistas de invernadero, una idea revolucionaria en su momento. La forma simple pero fuerte de la estructura, que tiene la intención de emular a los pajares del Medio Oeste, complementa la colección de plantas y follaje que alberga.
Hoy en día, el Conservatorio todavía sigue los principios originales de Jensen. Una de las salas más populares es el presentado por primera vez a los visitantes, la Sala de las Palmas. En la que se encuentran 84 variedades diferentes de Palmeras de los más de 2.700 que se sabe hoy en día que existen. 
De particular importancia es el coco de mar cultivada por vez primera por los empleados del Conservatorio en 1959. El coco de mar sólo se encuentra en la costa de las Seychelles en su ambiente nativo y produce la que se cree que es la más grande de las semillas de una planta en el mundo con un peso de hasta 50 lb (23 kg). La palmera del coco de mar del invernadero murió en febrero del 2012 por causas desconocidas en la actualidad.
Después de muchas décadas de abandono, el conservatorio se sometió a una restauración multimillonaria en 1994. La sociedad sin ánimo de lucro "Garfield Park Conservatory Alliance" se formó para ayudar a mantener la estructura y proveer programas y servicios para los visitantes.
Una tormenta de granizo en la noche del 30 de junio de 2011 el Conservatorio sufrió daños catastróficos en el vidrio de las salas del invernadero, así como en las salas de producción donde se cultivan plantas o se almacenan. Cinco salas de exposición recientemente renovadas con vidrio laminado sufrieron menos daños. Algunas de las áreas fueron reabiertas al público el 3 de julio.
Algunos de los detalles del "Garfield Park Conservatory".

Detalles
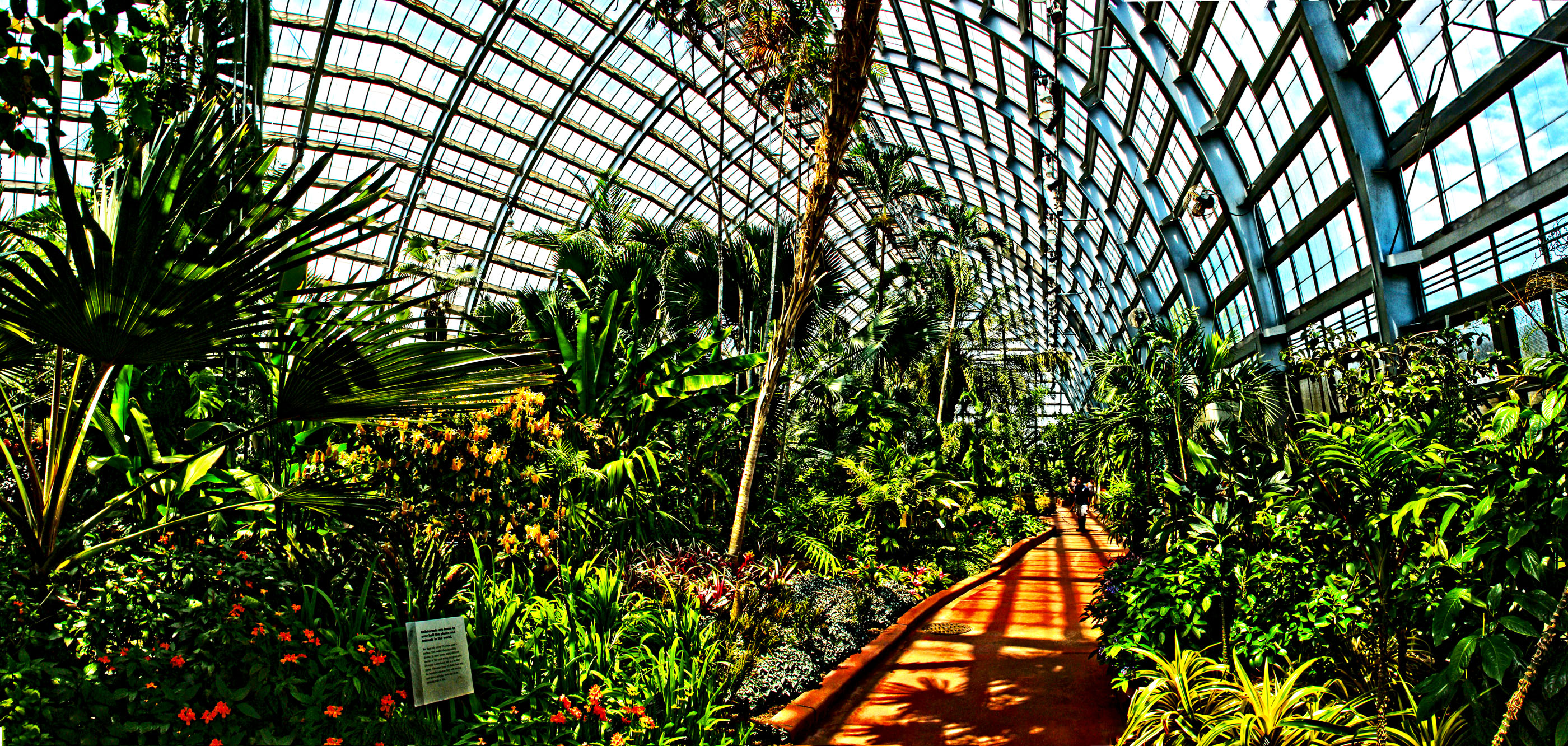
Interior en vista amplia.
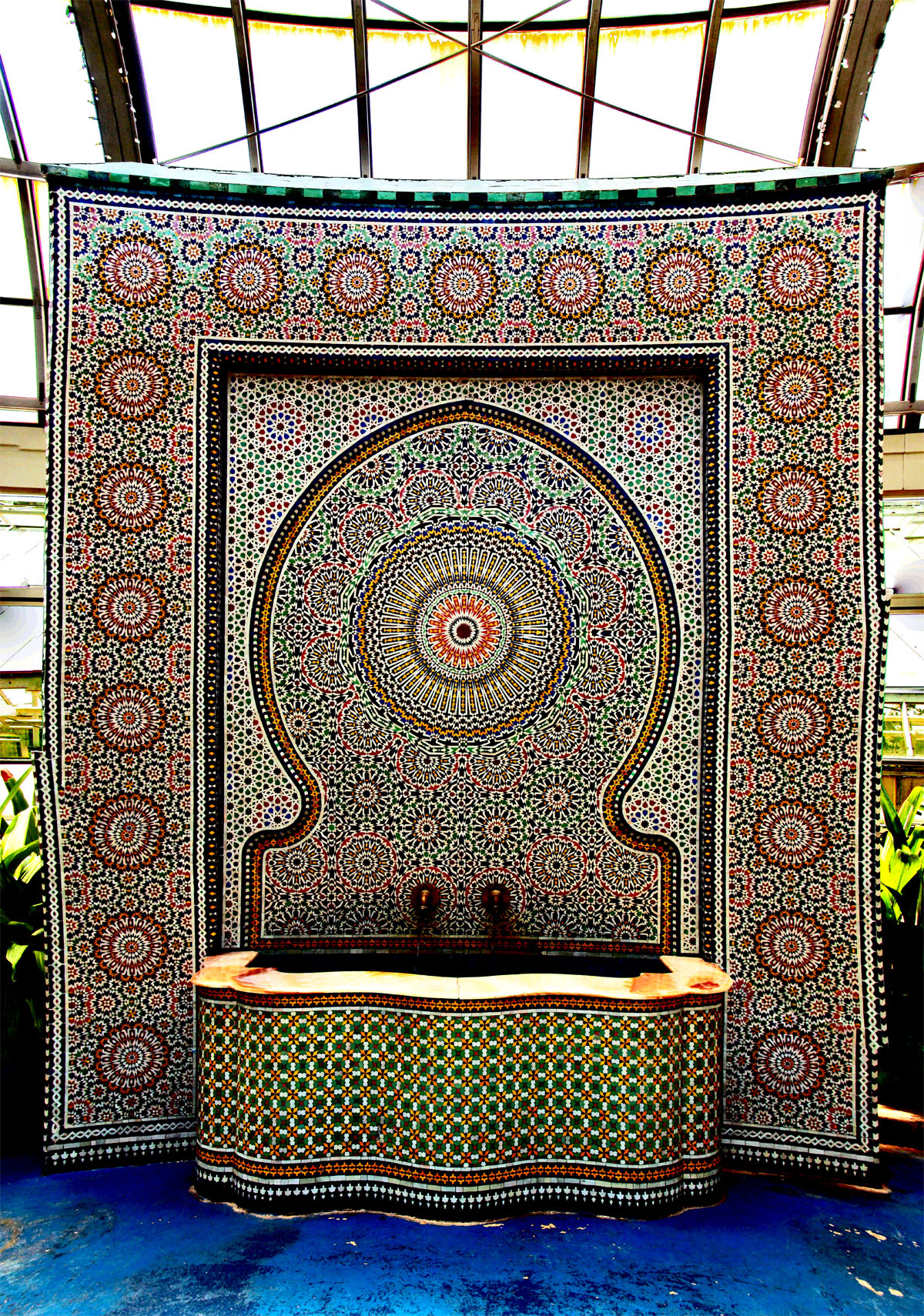
Fuente típica regalo de Marruecos.
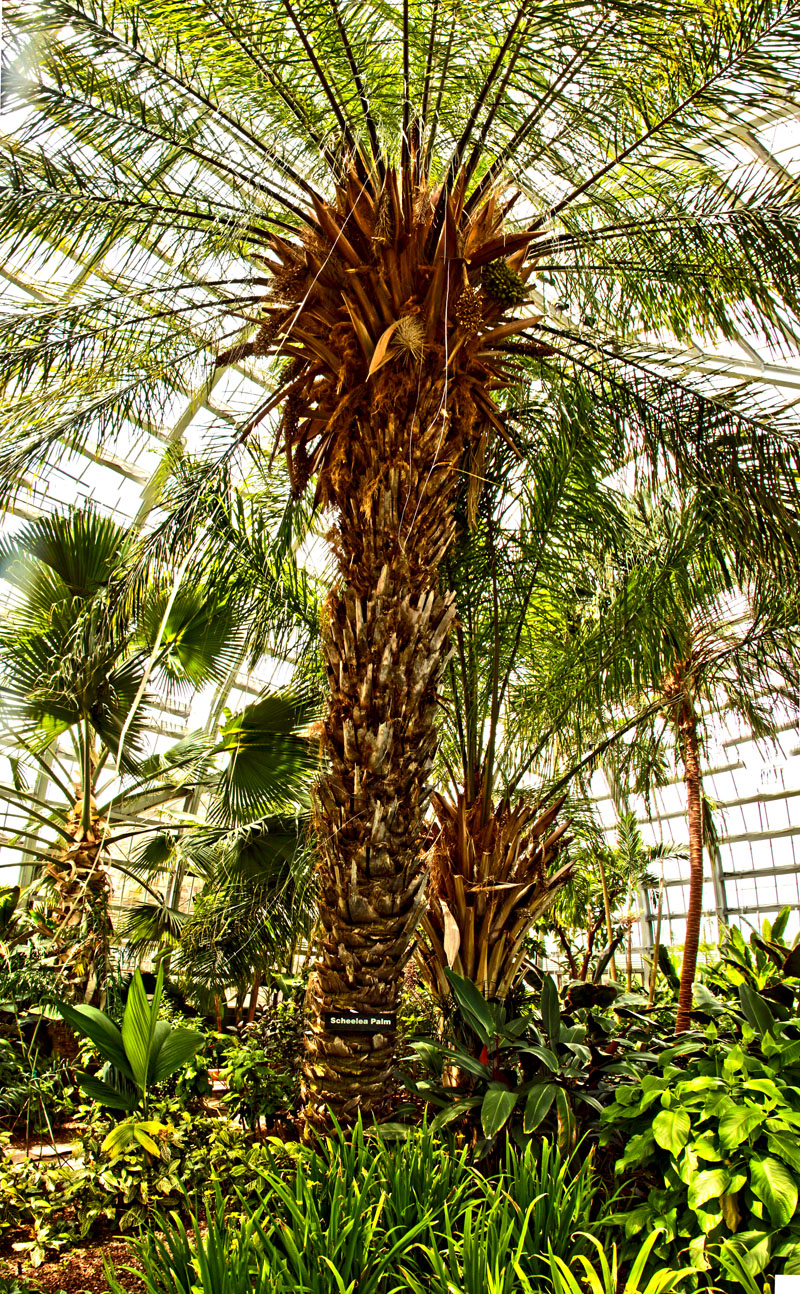
Palmera en su interior.
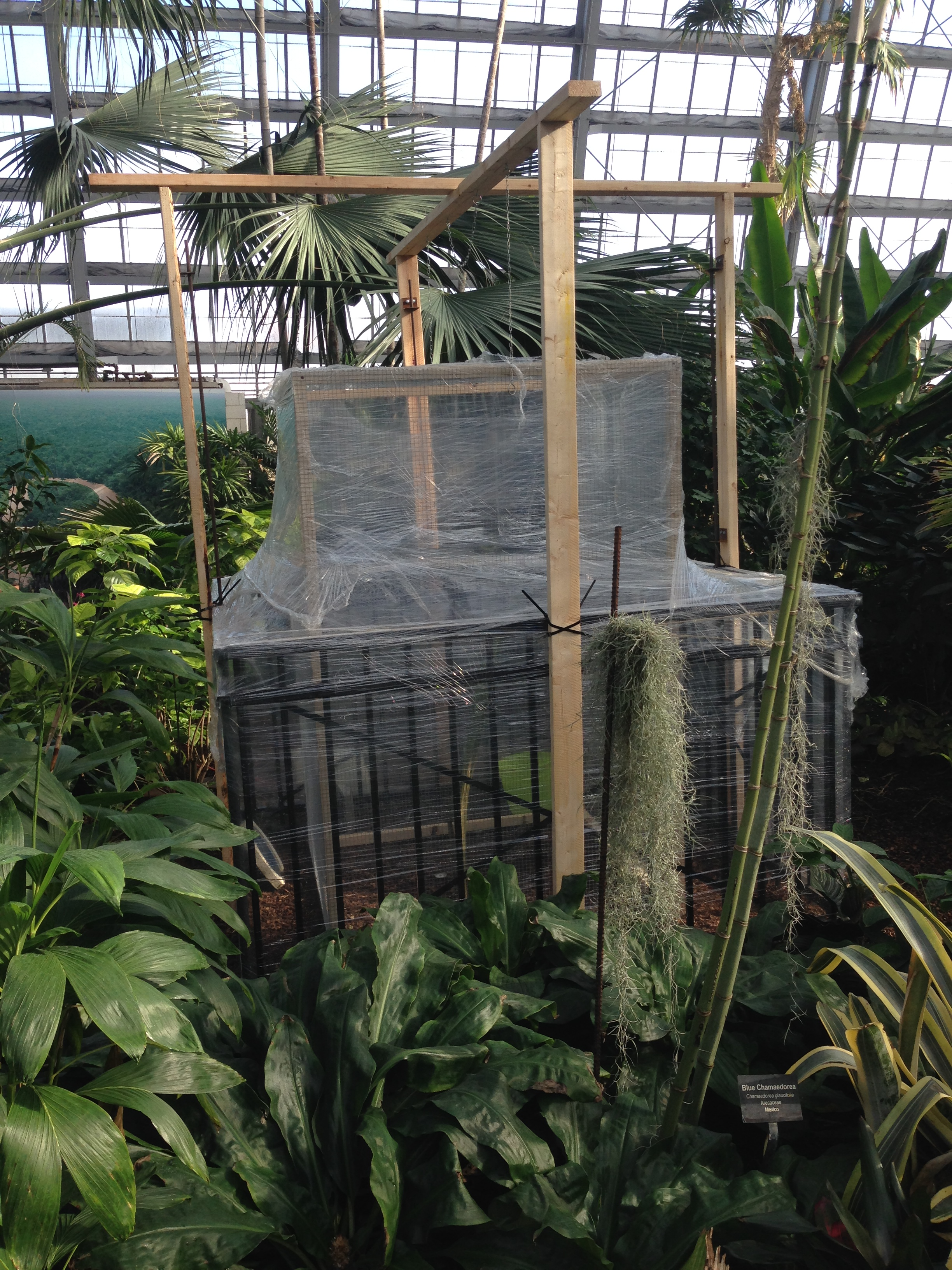
Semilla de coco de mar en incubación.
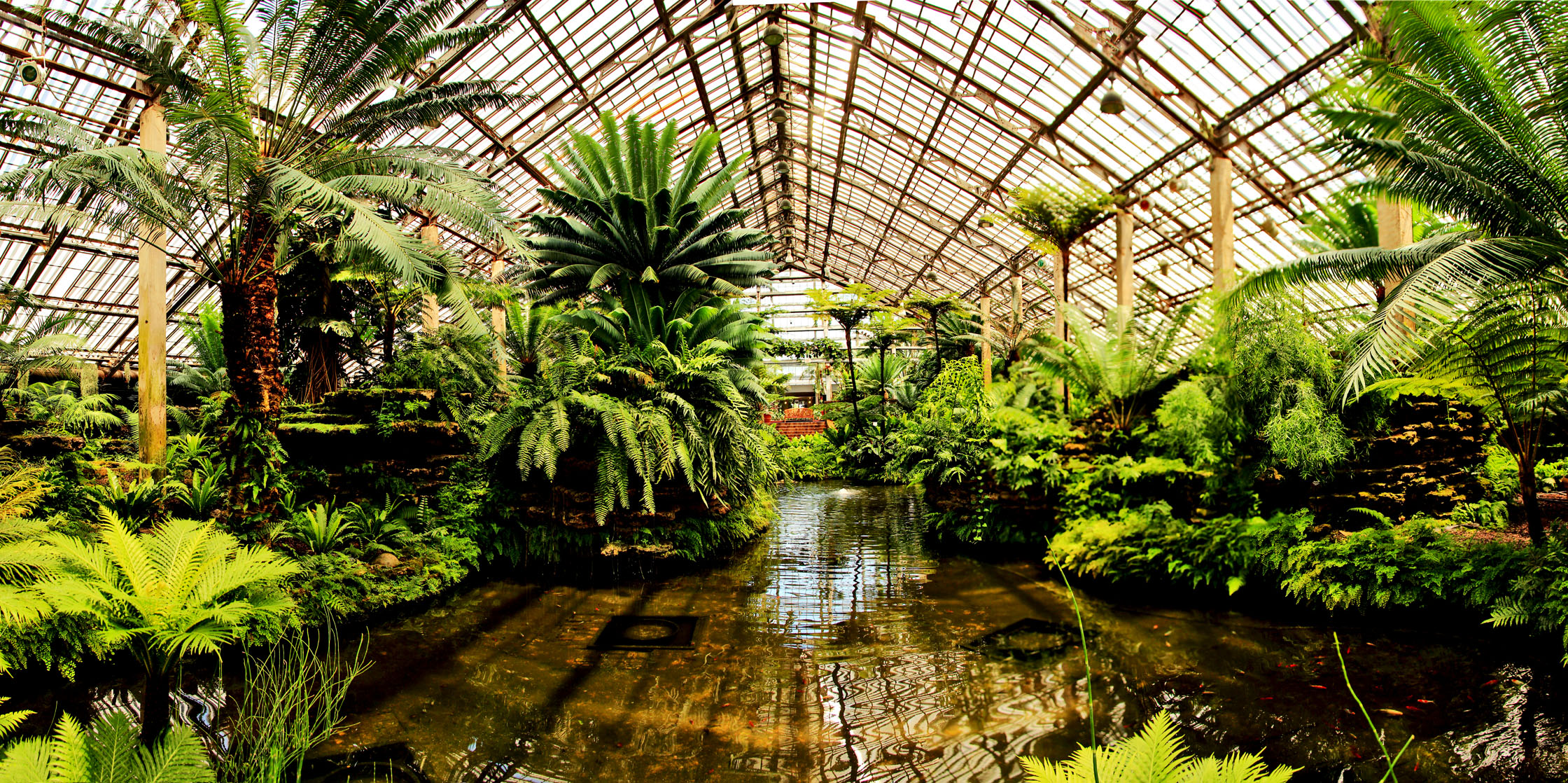
Interior en ángulo.